# 大湖效應

2006年一次因大湖效應形成的降雪雷達連環圖

大湖效應指的是冷空氣遇到大面積未結冰的水面（通常是湖泊）從中得到水蒸汽和熱能，然後在向風的湖岸形成降水的現象，通常是以雪的形式出現。這情形以在美國東北部的五大湖岸的降雪最為著名。類似的情形在大鹽湖也有發生，稱為大鹽湖效應。大湖效應會替相對溫暖的區域帶來冬季降雨而非降雪，如伊朗的安扎利港。

## 北美

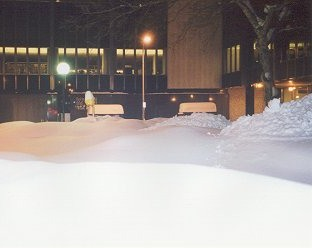
纽约州水牛城，2001年12月24日至28日的暴风雪，积雪达82.3英寸。

2001年圣诞节前夜，一场暴风雪袭击了纽约州。到新年这一天风雪结束时，水牛城积雪深达82.3英寸（2米），这是一场特大暴风雪，极具破坏力，但也不足为奇，水牛城居民已习惯冬雪且这样的暴风雪也不止一次袭击过该城。1937年12月，一天之内，整座城市积雪深达4英尺（1.2米）。
2002年12月2日，轮到纽约的艾斯威尔了，仅一场暴风雪，积雪深度就达26英寸（66厘米）。2002-2003年冬季北半球要比以前寒冷，暴风雪尤为严重。1月10-12日，纽约州西部每小时降雪速度为4-5英寸（10-12.5厘米），水牛城南部某县的降雪速度为每小时24英寸（61厘米）。几天后出现的另外一场暴风雪，在奥斯维戈，9小时之内，降雪24英寸（61厘米），在西黎登为40英寸（1米）。奥斯维戈经常降雪，1966年1月27-31日的那场暴风雪，积雪深达8.5英尺（2.59米）。
1976-1977年冬季出现了另外一场暴风雪。1月，纽约州的胡克积雪深达12.4英尺（3.78米）。那年整个冬天，胡克积雪总计达39英尺（11.86米）。这个深度可以埋掉两层高的楼房。
密歇根州的部分地区一个冬季降雪深达33英尺（10米），整个州的平均积雪深度为16英尺（5米）。降雪量当然不是每天比较平均，很大一部分是在暴风雪期，特别是有雪暴出现时产生的。

### 当冷空气穿越水面时

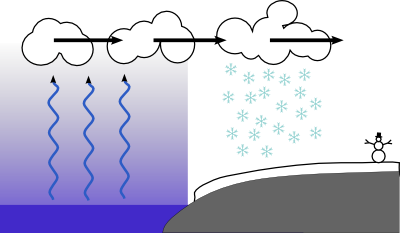
冷气团吹过温暖潮湿的水面产生大湖效应降雪

所有这些地区都在五大湖区东部，这里的严重降雪对美国和加拿大造成一定的影响。从明尼苏达东部、西部的马尼托巴到宾夕法尼亚、纽约、安大略东部和东部的魁北克，以雪的形式降落的水汽其实来自五大湖区。这个地区有一个雪带从湖边开始一直朝下风延伸达50英里（80公里），这个地区的降雪量比同纬度其他地区要大很多。
随着秋天的到来，五大湖区逐渐变冷，但冬季不会完全封冻。冬季气团主要从西向东穿越北美洲。当陆地将夏季吸收的热辐射掉，大陆气团变得很冷，极地气团南下到大陆上空，当气团经过湖面时，温度极低的空气与相对温暖的水面接触，气团下部温度升高，水汽进入气团。现在冷气团下部是一层温暖潮湿的大气。寒冷、密度较大的冷气团下沉，使暖空气上升，温度降低，水汽凝结，空气不太稳定，云开始形成，一般为层云，层积云或大片积云。一般冷气团在五大湖区上空行进一半时，就会形成云，并随气流向东漂移。之后，大气再次来到寒冷的大陆上空，与地面的接触减慢了大气的移动，从湖面飘过来的大气不断在沿岸聚集，暖气团不断上升，云层加厚，开始降水，由于下层空气温度很低，水汽以雪的形式降落下来。

### 降雪地点与降雪量
降雪地点取决于使云移动风向和风速。风速决定了暴风雪行进的距离，风越强烈，其携带的水汽走得越远，晚秋与初冬时节，其行进的距离最远。降雪量取决于以下因素：冷气团与水面的温差，温差较大时，水温越高，冷气团温度越低，冷凝的水汽就越多，雪量就大，一般在12月和1月容易出现这种温差，也最容易产生暴风雪；冷空气在水面行进的距离，即吹程也会影响降雪量，冷空气与暖水面接触时间越长，气团就会携带越多的水汽。如果水面结冰，水汽供给停止，大湖效应就会停止。

### 其它水域
其他水域，如某些海和湖也会产生大湖效应，产生面积较小的雪带。比如美国东海岸的雪带，冬季，以魁北克为中心的高压区使大气顺时针环绕流动，使极地气团向南经大西洋到达北美海岸，其间穿越墨西哥湾流温暖水域，为美国东海岸带来降雪。雪虽是大西洋而非湖泊带来，也被称为大湖效应降雪。美国犹他州的大盐湖、加拿大的哈德逊湾和圣劳伦斯湾都会产生大湖效应暴风雪。

## 欧洲与亚洲的大湖效应
因为大湖效应的缘故，其他任何大陆都无法同北美洲东部的雪带相匹敌，因为没有任何大洲拥有像五大湖区这样处于绝佳位置的水域。这并不是说，欧洲与亚洲就没有大湖效应。每年秋天，西伯利亚气温下降时，寒冷密度较大的冷空气下沉，产生了大面积的冷高压。大气从冷高压向外移动，穿过俄罗斯的拉多加湖，向西穿过芬兰湾、波罗的海，寒冷的大气与较为温暖的海水相互接触，获得了水蒸气，到达瑞典东岸时，这些潮湿，相对比较温暖的大气在穿越海岸后开始冷却，在该国东南部形成降雪。西伯利亚乾燥寒冷空气向东流动，远离冬季高压中心，穿过蒙古高原和戈壁沙漠，给中国北方带来了干冷的天气。
冷空气往東南到達日本海，此處温暖的黑潮暖流支流，使日本海水温升高，相对比较潮湿温暖。在此處集结了日本海水汽的冷空氣，到达日本本州和北海道的西海岸，冷空氣穿越日本列島時，遭遇山脈阻隔，沿日本列島西侧南下，并开始降雪，形成此地的日本海沿岸豪雪現象。往南，西伯利亚冷空气穿越黄海，获得水汽，在朝鲜半岛西部和山东半岛北部聚集下来，形成降雪，由于冷空气穿越黄海水面的距离比日本海要短，效应相对弱些。

## 中国的“大湖效应”

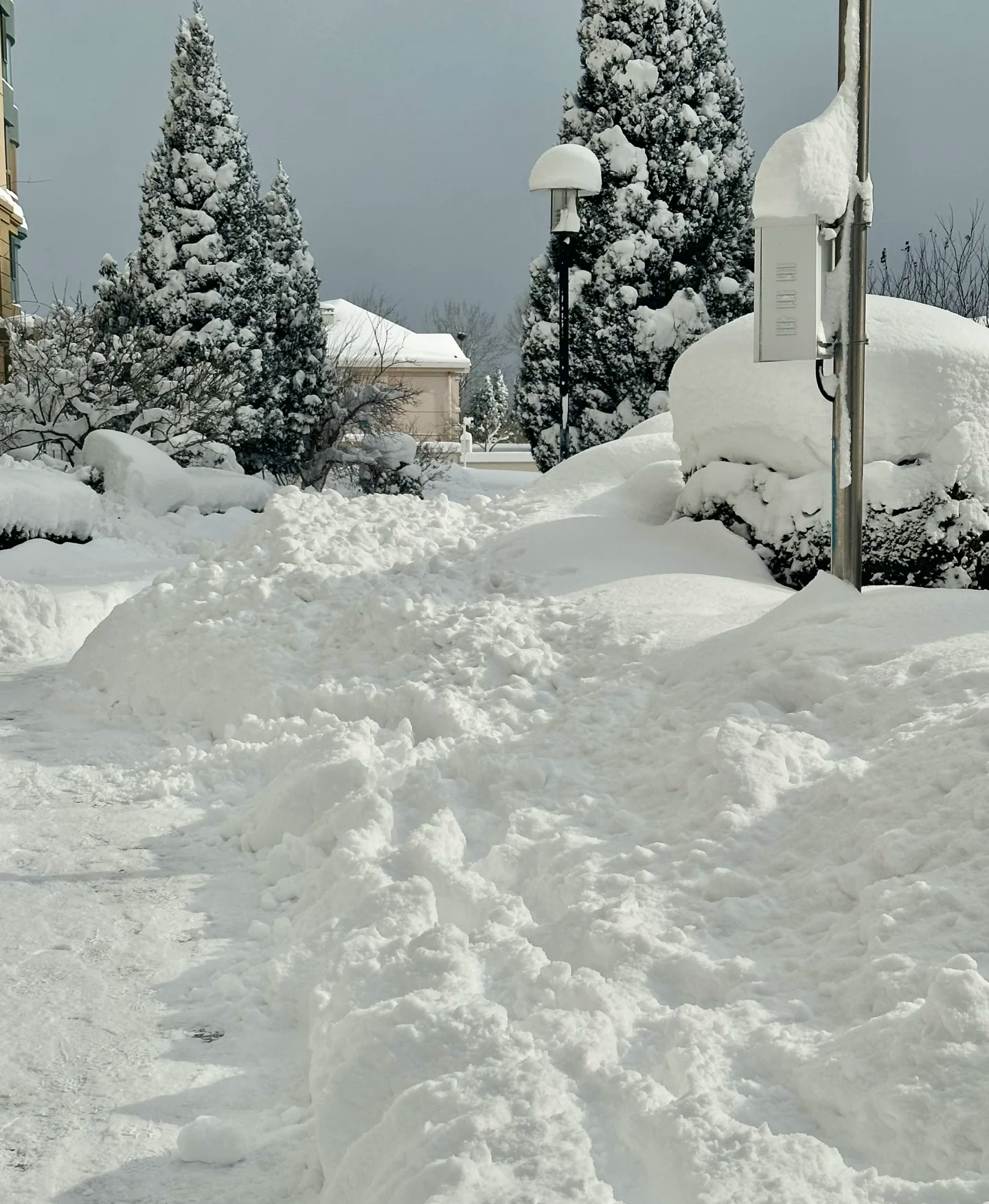
山东烟台，2023年12月19日~21日的暴风雪，平均积雪深度21英寸，最大积雪深度62英寸.

在中国，类似的效应通常被称作冷流降雪。中国只有在山东半岛北部的一小部分地区会有“大湖效应”降雪，并且效应比以上这些地方都要弱，但山东半岛的丘陵地形抬升作用会使其北部沿海降雪加强，甚至引发暴风雪。山东半岛的冷流降雪与五大湖区的大湖效应降雪有相似，但也有独特之处。特别是深入海洋的山东半岛，陆面相对海面小得多，在半岛沿岸产生的局地降雪及其气候影响不完全等同于北美的五大湖区。
2005年12月3日－21日，连续多场暴风雪袭击了山东半岛北部的威海和烟台，其中威海在几次暴风雪中总降雪量近100毫米，平均积雪深度49厘米，威海市区最大降水量143毫米，最大雪深2.5米。
2008年12月5日，烟台威海大暴雪，牟平降雪量26.5mm，最大积雪深度45厘米 (17.71英寸)。
2023年12月19日 - 21日，威海和烟台连续暴风雪，其中威海平均积雪深度70厘米 (27英寸)，烟台市区平均积雪深度53厘米 (21英寸)。导致交通几近瘫痪。